# 메트로 알핀
메트로 알핀(독일어: Metro Alpin)은 스위스 발레주의 자스-페 마을 위에 위치한 지하 케이블카이다. 1984년에 개장한 이 케이블카는 페 빙하 해안의 펠슈킨 케이블카역(2,980m)과 알라린호른 북쪽 측면의 미텔알라린(3,456m)을 연결한다. 펠슈킨-미텔알라린 터널의 길이는 1,749m이며, 두 역 사이의 고도 차이는 476m이다.
메트로 알핀은 세계에서 가장 높은 케이블카이다. 완전 지하 철도이기 때문에 세계에서 가장 높은 지하철로도 간주된다.

## 노선
1984년 12월 19일에 개통된 철도는 페 빙하 가장자리의 ‘펠슈킨’ 역(해발 2,980m)에서 4,027m 높이의 알라린호른의 북쪽 경사면의 ‘미텔알라린’ 역(해발 3,456m)까지 운행한다. 건설은 1981년 9월 1일에 시작되었다.
자스-페에서 메트로 알핀은 펠슈킨반(케이블카) 또는 알핀익스프레스(곤돌라)를 타고 2개 구간으로 바로 갈 수 있다. 주로 스키와 소풍 관광에 사용된다. 산악 역의 또 다른 매력은 세계에서 가장 높은 회전식 레스토랑으로, 한 시간 안에 4,000만 개의 발레 알프스의 완전한 파노라마 전망을 제공한다. 세계에서 가장 큰 얼음 파빌리온(얼음 동굴)도 미텔알라린에 있다.
차량은 115명의 승객을 수용할 수 있으며, 각 방향으로 시간당 1,500명을 수송할 수 있다. 메트로 알핀은 일일 운영 시간은 여름에는 매월 15분씩 증가하고 가을에는 다시 15분씩 감소한다. 일반적으로 겨울시즌이 끝나면 유지 보수 작업을 위해 몇 주 동안 운영이 중단된다.
터널의 길이는 1,749m, 높이 차이 476m를 넘는다. 단일 트랙 경로는 중간에 교차점이 있다. 등반객들은 아침에 첫 번째 오르막길에 ‘호라우프’ 중간역에서 멈춘다. 튜브를 건너면 호라우프 빙하에 직접 도달한다. 터널 튜브의 하반부에서는 기울기가 17~48%, 상반부는 33%로 고르게 분포되어 있다. 드라이브는 산악 역의 고정 엔진에 의해 제공된다. 이것은 두 차량이 연결된 로프를 움직인다. 트랙 너비는 1,200mm, 주행 속도는 36km/h이다.